# Suhpalacsa dietrichiae
Suhpalacsa dietrichiae är en insektsart som först beskrevs av Brauer 1869.  Suhpalacsa dietrichiae ingår i släktet Suhpalacsa och familjen fjärilsländor. Inga underarter finns listade i Catalogue of Life.